# Anthrax amnoni
Anthrax amnoni är en tvåvingeart som beskrevs av Zaitzev 1997. Anthrax amnoni ingår i släktet Anthrax och familjen svävflugor. Inga underarter finns listade i Catalogue of Life.